# Candida mogii
Candida mogii är en svampart som beskrevs av Vidal-Leir. 1967. Candida mogii ingår i släktet Candida, ordningen Saccharomycetales, klassen Saccharomycetes, divisionen sporsäcksvampar och riket svampar.   Inga underarter finns listade i Catalogue of Life.